# 星島二郎
星島 二郎（ほししま にろう、1887年（明治20年）11月6日 - 1980年（昭和55年）1月3日）は、日本の弁護士、政治家。衆議院議員。元衆議院議長。従二位勲一等旭日桐花大綬章。

## 来歴・人物
岡山県児島郡藤戸町（現・倉敷市藤戸町）出身。岡山中学校、第六高等学校、東京帝国大学卒業。政界入りする前は弁護士であり、東京・日比谷に片山哲らと中央法律事務所を開設し、森戸事件等を担当した。
戦前は普通選挙運動、婦人参政権、公娼廃止に熱心な自由主義的・進歩的な立場を貫き、
母性保護連盟の委員として母子保護法の成立（1937年）にも尽力した。
戦時中も議会政治擁護の立場を変えなかった。戦後は山崎首班工作に関与したこともあった。あと4年議員を続ければ名誉議員の資格である議員在職50年の表彰を受けることができる状況で、秘書の加藤六月を後継者に指名し、政界を引退。政界引退後は自民党顧問、共立女子大学理事を務めた。

## 略年譜

サンフランシスコ平和条約に署名する日本の全権委員（星島は写真上から3番目）

- 大正6年（1917年）

- 東京帝国大学法科大学法律学科を卒業。弁護士となる傍ら犬養毅の秘書として政治の勉強をする。
- 大正9年（1920年）

5月10日 - 立憲国民党公認で郷里から総選挙に立候補し初当選（以降、17回連続当選）。
- 大正11年（1922年）

9月1日 - 所属政党の国民党が解党。
11月8日 - 革新倶楽部の結成に参加。
- 大正14年（1925年）

- 治安維持法に反対する。政革合同に際しては、師の犬養に従い立憲政友会に合流。
- 昭和11年（1936年）

4月15日 - 廣田内閣の鉄道参与官に就任。
- 昭和14年（1939年）

5月20日 - 政友会の分裂に伴い久原房之助、鳩山一郎らとともに正統派（久原派ともいう）に属する。
- 昭和16年（1941年）

11月10日 - 鳩山、尾崎行雄ら翼賛政治に反対する議員とともに同交会を結成。
- 昭和17年（1942年）

4月30日 - 翼賛選挙に非推薦で当選。
5月14日 - 同交会が解散。
- 昭和20年（1945年）

11月9日 - 旧政友会正統派→旧同交会の流れを汲む日本自由党の結成に参加。
- 昭和21年（1946年）

- 自由党政調会長に就任。5月22日、第1次吉田内閣に商工大臣として入閣。
- 昭和22年（1947年）

1月31日 - 内閣改造に伴い、閣内移動で無任所の国務大臣となる。
- 昭和23年（1948年）

12月12日 - 繊維疑獄事件に関する問題に関し、衆議院不当財産取引調査特別委員会に証人喚問された。
- 昭和26年（1951年）

6月 - サンフランシスコ講和会議全権委員。
- 昭和29年（1954年）

- 自由党鳩山派の1人として自由党を離党、日本民主党の結成に参加。
- 昭和30年（1955年）

- 保守合同に伴い自民党に参加。所属派閥ははじめは鳩山派、同派分裂後は岸派から藤山派。
- 昭和33年（1958年）

6月11日、衆議院議長に就任するが、警職法改正をめぐる会期延長問題で国会が混乱した責任を取って、わずか半年後の12月13日に辞任。
- 昭和41年（1966年）

- 政界引退。
- 昭和55年（1980年）

1月3日 - 老衰のため92歳で死亡。

## 家族

### 星島家
（岡山県倉敷市藤戸町、東京都）
曽祖父宜平は嘉永2年（1849年）に児島郡大庄屋となり、文久2年（1861年）には苗字帯刀御免となった。宜平の弟茂八郎は分家を立てた。茂八郎の子寛（ゆたか）は明治33年（1900年）から5年間藤戸村長を務め、その長男昴一も明治44年（1911年）から昭和12年（1937年）まで6期藤戸町長を務めた。祖父啓三郎は、土地所有面積の拡大、更に、備前紡績をはじめとする地元企業への出資、藤戸銀行、星島銀行の創業など、家産の保全拡大に努めた。父謹一郎は大正4年（1915年）から同12年（1923年）まで多額納税者として貴族院議員を務めた。兄の義兵衛は岡山電気軌道などの役員をへて岡山県農工銀行頭取になり、山陽学園理事長・校長などをつとめた実業家。弟の三郎(完雄)は1927年に山手線駒込駅で鉄道自殺した。次弟の四郎兵衛は名古屋鉄道病院院長を務めた。姪や甥（兄の子供）を通じて斎藤喜十郎財閥、嘉納財閥、辰馬本家酒造と姻戚関係にある。
- 妻 雛子- 山邑太左衛門（櫻正宗当主）の長女[9]
- 長男 東一
- 次男 光平
- 長女 節子

## 刊行文献
- 星島二郎編『最近憲法論　上杉慎吉対美濃部達吉』みすず書房、1989年。オンデマンド版 2005年
- 『一粒の麦　いま蘇える星島二郎の生涯』「政治と人」刊行会編、廣済堂出版、1996年